# Зачрет
Зачрет (на словенски: Začret) е село в Словения, Савински регион, община Целе. Според Националната статистическа служба на Република Словения през 2015 г. селото има 353 жители.